# Ловчий надвірний литовський
Ловчий надвірний литовський (також, дворний, двірський, підловчий; лат. venator curiae) — уряд двірський у Великому князівстві Литовському Речі Посполитої, заступник ловчого великого литовського.

## Історія та обов'язки уряду
Уряд виник за часів правління Владислава IV. Ловчий стежив за лісами, у яких полював великий князь, створював мисливську службу (сокольників, ястребних та ін.), керував проведенням полювань монарха.
Спочатку уряд був виразно двірським, проте з XVIII століття став почесним (диґнітарським). Одночасно його могли обіймати декілька осіб.